# 比爾足球俱樂部
比爾足球俱樂部（FC Biel-Bienne）是位於瑞士西北部伯恩州比爾的足球俱樂部，成立於1896年，現時在瑞士足球挑戰聯賽比賽。比爾曾於1947年贏得瑞士足球超級聯賽冠軍。

## 榮譽
- 瑞士足球超級聯賽
  - 冠軍（1）：1947；
  - 亞軍（2）：1948, 1960；
- 瑞士盃（Swiss Cup）
  - 亞軍（2）：1961, 2025；

## 外部連結
- 比爾官方网站 （页面存档备份，存于） （法文）
- Soccerway profile （页面存档备份，存于） （英文）
- Football.ch profile （页面存档备份，存于） （德文）